# Herman Moore
Herman Joseph Moore (Linwood, 20 ottobre 1969) è un ex giocatore di football americano statunitense che ha giocato nel ruolo di wide receiver nella National Football League (NFL). Fu scelto nel corso del primo giro (10º assoluto) del Draft NFL 1991 dai Detroit Lions. Al college ha giocato a football all'Università della Virginia.

## Carriera professionistica
Moore fu scelto dai Detroit Lions come decimo assoluto del Draft 1991, rimanendo con essi per 11 stagioni e abbattendo virtualmente tutti i primati di franchigia per un ricevitore. Detiene i primati di Detroit per ricezioni in carriera (670), yard ricevute (9,174) e touchdown su ricezione (62). Nel 1995 fu il miglior giocatore dell'attacco della squadra quando stabilì i primati di franchigia per ricezioni una stagione (stabilendo anche il record NFL con 123) e yard e ricevute (1.686 yard, superato successivamente da Calvin Johnson) segnando 14 touchdown. La sua miglior gara della stagione fu il 4 dicembre 1995 quando contro i Chicago Bears ricevette 14 passaggi (record di franchigia) per 183 yard (quinta prestazione di sempre dei Lions).
Moore coi Lions raggiunse sei volte i playoff negli anni novanta (1991, 1993–95, 1997 e 1999), vincendo due volte la NFC Central division (1991 e 1993) e giungendo fino alla finale della NFC del 1991.
Moore fu convocato per quattro Pro Bowl (1994-1997) e fu il secondo giocatore della storia (dopo Jerry Rice) a ricevere 100 passaggi per tre stagioni consecutive. Inoltre nel 1995, Moore e il suo compagno Brett Perriman (108 ricezioni) divennero la prima coppia di compagni di squadra a ricevere entrambi almeno 100 passaggi in una stagione.

## Vittorie e premi
- (4) Pro Bowl (1994, 1995, 1996, 1997)
- (3) First-team All-Pro (1995, 1996, 1997)
- (1) Second-team All-Pro (1994)

## Statistiche
| Ricezioni         | 670   |
| Yard su ricezione | 9.174 |
| Touchdown         | 62    |